# Chrysomopsis helenae
Chrysomopsis helenae är en tvåvingeart som först beskrevs av Zimin 1958.  Chrysomopsis helenae ingår i släktet Chrysomopsis och familjen parasitflugor. Inga underarter finns listade i Catalogue of Life.